# XVIII Spadochronowe Mistrzostwa Śląska 1987
XVIII Spadochronowe Mistrzostwa Śląska 1987 – odbyły się 26–29 czerwca 1987 na lotnisku Gliwice. Gospodarzem Mistrzostw był Aeroklub Gliwicki, a organizatorem Sekcja Spadochronowa Aeroklubu Gliwickiego. Do dyspozycji skoczków był samolot An-2TD SP-ANW.

## Rozegrane kategorie
Mistrzostwa rozegrano w sześciu kategoriach spadochronowych:
- Indywidualna – celność lądowania (6 skoków) – skoki wykonywano z wysokości 1000 m i opóźnieniem 0–5 sekund
- Indywidualna – akrobacja indywidualna (2 skoki) – skoki wykonywano z wysokości 2000 m i opóźnieniem 25 sekund
- Indywidualna – dwubój (celność lądowania + akrobacja indywidualna)
- Drużynowa – celność lądowania
- Drużynowa – akrobacja indywidualna
- Drużynowa – dwubój.

## Kierownictwo Mistrzostw
- Skład komisji sędziowskiej: Lidia Kosk (Warszawa), Janos Getzi  (Budapeszt), Marian Gmerek (Wrocław), Krystian Kaik (Kraków).

Źródło :

## Medaliści
Medalistów XVIII Spadochronowych Mistrzostw Śląska 1987 podano za: Jan Isielenis, Archiwum Sekcji Spadochronowej Aeroklubu Gliwickiego, 1987. Brak numerów stron w książce
| Konkurencja               | Złoto                | Srebro               | Brąz                 |
| Indywidualnie – celność   | Stanisław Gruszka    | Janos Nahoczky       | Sandor Jaworszky     |
| Indywidualnie – akrobacja | Roman Grudziński     | Piotr Dudziak        | Sandor Jaworszky     |
| Indywidualnie – dwubój    | Roman Grudziński     | Sandor Jaworszky     | Krzysztof Janus      |
| Drużynowo – celność       | WKS „Śląsk” Wrocław  | Aeroklub Gliwicki II | Aeroklub Podhalański |
| Drużynowo – akrobacja     | Aeroklub Gliwicki II | Aeroklub Budapeszt   | Aeroklub Krakowski   |
| Drużynowo – dwubój        | Aeroklub Gliwicki II | Aeroklub Podhalański | WKS „Śląsk” Wrocław  |

## Wyniki zawodów
Wyniki XVIII Spadochronowych Mistrzostw Śląska 1987 podano za: Jan Isielenis, Archiwum Sekcji Spadochronowej Aeroklubu Gliwickiego, 1987. Brak numerów stron w książce
Na starcie stanęło 40 zawodników z 14 klubów krajowych  Polska i z Budapesztu  Węgry.

### Klasyfikacja indywidualna (celność lądowania – spadochronyklasyczne)
| Miejsce | Imię i nazwisko    | Nota łączna | Drużyna                  |
| 1.      | Stanisław Gruszka  | 0,03 m      | WKS Śląsk Wrocław        |
| 2.      | Janos Nahoczky     | 0,07 m      | Aeroklub Budapeszt       |
| 3.      | Sandor Jaworszky   | 0,08 m      | Aeroklub Budapeszt       |
| 4.      | Roman Grudziński   | 0,11 m      | Aeroklub Gliwicki II     |
| 5.      | Krzysztof Janus    | 0,12 m      | Aeroklub Krakowski       |
| 6.      | Grzegorz Krawczyk  | 0,13 m      | WKS Śląsk Wrocław        |
| 7.      | Artur Kozak        | 0,15 m      | Aeroklub Lubelski        |
| 8–9.    | Krzysztof Filus    | 0,16 m      | Aeroklub Śląski          |
| 8–9.    | Marek Groborz      | 0,16 m      | Aeroklub ROW             |
| 10.     | Piotr Knop         | 0,18 m      | Aeroklub Gliwicki I      |
| 11.     | Marek Boryczka     | 0,20 m      | Aeroklub Gliwicki II     |
| 12–14.  | Bogusław Pelczar   | 0,25 m      | Aeroklub Podkarpacki     |
| 12–14.  | Edward Dziędziura  | 0,25 m      | Aeroklub Ziemi Lubuskiej |
| 12–14.  | Jacek Zych         | 0,25 m      | Aeroklub Podkarpacki     |
| 15.     | Roman Wejkszania   | 0,32 m      | WKS Śląsk Wrocław        |
| 16.     | Jarosław Wolnik    | 0,34 m      | WKS Wawel Kraków         |
| 17.     | Jarosław Mitaszka  | 0,38 m      | Aeroklub Lubelski        |
| 18.     | Piotr Mitrus       | 0,40 m      | Aeroklub Świdnik         |
| 19.     | Krzysztof Utzig    | 0,44 m      | Aeroklub Opolski         |
| 20.     | Kazimierz Szymura  | 0,45 m      | Aeroklub ROW             |
| 21.     | Bogdan Bryzik      | 0,59 m      | Aeroklub Gliwicki I      |
| 22.     | Dariusz Wójtowicz  | 0,78 m      | Aeroklub Świdnik         |
| 23.     | Janusz Żurowski    | 0,67 m      | Aeroklub Krakowski       |
| 24.     | Ryszard Zakrzewski | 0,71 m      | Aeroklub Ziemi Lubuskiej |
| 25.     | Jacek Chodanowski  | 0,74 m      | Aeroklub Świdnik         |
| 26.     | Jerzy Gajda        | 0,78 m      | Aeroklub Podkarpacki     |
| 27.     | Zbigniew Łaski     | 0,85 m      | Aeroklub ROW             |
| 28.     | Piotr Dudziak      | 0,87 m      | Aeroklub Gliwicki II     |
| 29.     | Andrzej Smaża      | 0,95 m      | WKS Wawel Kraków         |
| 30.     | Roman Bednarski    | 0,98 m      | Aeroklub Opolski         |
| 31.     | Robert Erdowski    | 1,11 m      | Aeroklub Kielecki        |
| 32.     | Janusz Domagała    | 1,12 m      | Aeroklub Śląski          |
| 33.     | Sławomir Bownik    | 1,18 m      | Aeroklub Lubelski        |
| 34.     | Istvan Hidvegi     | 1,86 m      | Aeroklub Budapeszt       |
| 35.     | Andrzej Bączek     | 2,23 m      | Aeroklub Gliwicki I      |
| 36.     | Stanisław Decker   | 2,47 m      | Aeroklub Ziemi Lubuskiej |
| 37.     | Tomasz Fidelus     | 2,51 m      | Aeroklub Opolski         |
| 38.     | Jerzy Młynarczyk   | 3,10 m      | Aeroklub Ostrowski       |
| 39.     | Adam Piskor        | 5,22 m      | Aeroklub Krakowski       |
| 40.     | Bogdan Kucharski   | 7,79 m      | Aeroklub Śląski          |

### Klasyfikacja indywidualna (akrobacja – spadochronyklasyczne)
| Miejsce | Imię i nazwisko    | Nota łączna | Drużyna                  |
| 1.      | Roman Grudziński   | 12 pkt.     | Aeroklub Gliwicki II     |
| 2.      | Piotr Dudziak      | 12 pkt.     | Aeroklub Gliwicki I      |
| 3.      | Sandor Jaworszky   | 11 pkt.     | Aeroklub Budapeszt       |
| 4.      | Krzysztof Janus    | 11 pkt.     | Aeroklub Krakowski       |
| 5.      | Istvan Hidvegi     | 10 pkt.     | Aeroklub Budapeszt       |
| 6.      | Marek Groborz      | 10 pkt.     | Aeroklub ROW             |
| 7.      | Artur Kozak        | 10 pkt.     | Aeroklub Lubelski        |
| 8.      | Janusz Domagała    | 10 pkt.     | Aeroklub Śląski          |
| 9.      | Stanisław Gruszka  | 9 pkt.      | Aeroklub Śląski          |
| 10.     | Jerzy Gajda        | 9 pkt.      | Aeroklub Podhalański     |
| 11.     | Piotr Knop         | 9 pkt.      | Aeroklub Gliwicki I      |
| 12.     | Dariusz Wójtowicz  | 9 pkt.      | Aeroklub Świdnik         |
| 13.     | Adam Piskor        | 9 pkt.      | Aeroklub Krakowski       |
| 14.     | Andrzej Smaża      | 9 pkt.      | WKS Wawel Kraków         |
| 15.     | Bogusław Pelczar   | 9 pkt.      | Aeroklub Podhalański     |
| 16.     | Grzegorz Krawczyk  | 8 pkt.      | WKS Śląsk Wrocław        |
| 17.     | Janca Nahoczky     | 8 pkt.      | Aeroklub Budapeszt       |
| 18.     | Bogdan Bryzik      | 8 pkt.      | Aeroklub Gliwicki I      |
| 19.     | Marek Boryczka     | 8 pkt.      | Aeroklub Gliwicki II     |
| 20.     | Krzysztof Filus    | 8 pkt.      | Aeroklub Śląski          |
| 21.     | Jacek Chodanowski  | 8 pkt.      | Aeroklub Świdnik         |
| 22.     | Krzysztof Utzig    | 8 pkt.      | Aeroklub Opolski         |
| 23.     | Jarosław Wolnik    | 8 pkt.      | WKS Wawel Kraków         |
| 24.     | Jacek Zych         | 8 pkt.      | Aeroklub Podhalański     |
| 25.     | Piotr Mitrus       | 8 pkt.      | Aeroklub Świdnik         |
| 26.     | Ryszard Zakrzewski | 8 pkt.      | Aeroklub Ziemi Lubuskiej |
| 27.     | Edward Dziędziura  | 8 pkt.      | Aeroklub Ziemi Lubuskiej |
| 28.     | Kazimierz Szymura  | 8 pkt.      | Aeroklub ROW             |
| 29.     | Zbigniew Łaski     | 7 pkt.      | Aeroklub ROW             |
| 30.     | Roman Wejksza      | 7 pkt.      | WKS Śląsk Wrocław        |
| 31.     | Janusz Żurowski    | 7 pkt.      | Aeroklub Krakowski       |
| 32.     | Robert Erdowski    | 7 pkt.      | Aeroklub Kielecki        |
| 33.     | Bogdan Kucharski   | 7 pkt.      | Aeroklub Śląski          |
| 34.     | Sławomir Bownik    | 6 pkt.      | Aeroklub Lubelski        |
| 35.     | Jarosław Mitaszka  | 0 pkt.      | Aeroklub Lubelski        |
| 35.     | Roman Bednarski    | 0 pkt.      | Aeroklub Opolski         |
| 35.     | Andrzej Bączek     | 0 pkt.      | Aeroklub Gliwicki I      |
| 35.     | Stanisław Decker   | 0 pkt.      | Aeroklub Ziemi Lubuskiej |
| 35.     | Tomasz Fidelus     | 0 pkt.      | Aeroklub Opolski         |
| 35.     | Jerzy Młynarczyk   | 0 pkt.      | Aeroklub Ostrowski       |

### Klasyfikacja indywidualna (dwubój – spadochronyklasyczne)
| Miejsce | Imię i nazwisko    | Drużyna                  |
| 1.      | Roman Grudziński   | Aeroklub Gliwicki II     |
| 2.      | Sandor Jaworszky   | Aeroklub Budapeszt       |
| 3.      | Krzysztof Janus    | Aeroklub Krakowski       |
| 4.      | Stanisław Gruszka  | Aeroklub Śląski          |
| 5.      | Artur Kozak        | Aeroklub Lubelski        |
| 6.      | Marek Groborz      | Aeroklub ROW             |
| 7.      | Janos Nahoczky     | Aeroklub Budapeszt       |
| 8.      | Piotr Knop         | Aeroklub Gliwicki I      |
| 9.      | Grzegorz Krawczyk  | WKS Śląsk Wrocław        |
| 10.     | Bogusław Pelczar   | Aeroklub Podhalański     |
| 11.     | Krzysztof Filus    | Aeroklub Śląski          |
| 12.     | Piotr Dudziak      | Aeroklub Gliwicki II     |
| 13.     | Marek Boryczka     | Aeroklub Gliwicki II     |
| 14.     | Dariusz Wójtowicz  | Aeroklub Świdnik         |
| 15.     | Jerzy Gajda        | Aeroklub Podhalański     |
| 16.     | Jacek Zych         | Aeroklub Podhalański     |
| 17.     | Istvan Hidvagi     | Aeroklub Budapeszt       |
| 18.     | Jarosław Wolnik    | WKS Wawel Kraków         |
| 19.     | Janusz Domagała    | Aeroklub Śląski          |
| 20.     | Edward Dziędziura  | Aeroklub Ziemi Lubuskiej |
| 21.     | Bogdan Bryzik      | Aeroklub Gliwicki I      |
| 22.     | Krzysztof Utzig    | Aeroklub Opolski         |
| 23.     | Andrzej Smaża      | WKS Wawel Kraków         |
| 24.     | Piotr Mitrus       | Aeroklub Świdnik         |
| 25.     | Roman Wejksznia    | WKS Śląsk Wrocław        |
| 26.     | Jacek Chodanowski  | Aeroklub Świdnik         |
| 27.     | Kazimierz Szymura  | Aeroklub ROW             |
| 28.     | Ryszard Zakrzewski | Aeroklub Ziemi Lubuskiej |
| 29.     | Adam Piskor        | Aeroklub Krakowski       |
| 30.     | Jarosław Mitaszka  | Aeroklub Lubelski        |
| 31.     | Janusz Żurowski    | Aeroklub Krakowski       |
| 32.     | Zbigniew Łaski     | Aeroklub ROW             |
| 33.     | Robert Erdowski    | Aeroklub Kielecki        |
| 34.     | Roman Bednarski    | Aeroklub Opolski         |
| 35.     | Sławomir Bownik    | Aeroklub Lubelski        |
| 36.     | Andrzej Bączek     | Aeroklub Gliwicki I      |
| 37.     | Stanisław Decker   | Aeroklub Ziemi Lubuskiej |
| 38.     | Tomasz Fidelus     | Aeroklub Opolski         |
| 39.     | Bogdan Kucharski   | Aeroklub Śląski          |
| 40.     | Jerzy Młynarczyk   | Aeroklub Ostrowski       |

### Klasyfikacja drużynowa celność lądowania – spadochronyklasyczne
| Miejsce | Drużyna                            | Wynik drużyny |
| ------- | ---------------------------------- | ------------- |
| 1.      | WKS Śląsk Wrocław                  | 0,48 m        |
| 2.      | Aeroklub Gliwicki II               | 1,18 m        |
| 3.      | Aeroklub Podhalański               | 1,28 m        |
| 4.      | Aeroklub ROW                       | 1,48 m        |
| 5.      | Aeroklub Świdnik                   | 1,54 m        |
| 6.      | Aeroklub Lubelski                  | 1,71 m        |
| 7.      | Aeroklub Budapeszt                 | 2,01 m        |
| 8.      | WKS Wawel Kraków–Aeroklub Kielecki | 2,40 m        |
| 9.      | Aeroklub Gliwicki I                | 3,00 m        |
| 10.     | Aeroklub Ziemi Lubuskiej           | 3,43 m        |
| 11.     | Aeroklub Opolski                   | 3,93 m        |
| 12.     | Aeroklub Krakowski                 | 6,01 m        |
| 13.     | Aeroklub Śląski                    | 9,07 m        |

### Klasyfikacja drużynowa akrobacja – spadochronyklasyczne
| Miejsce | Drużyna                            | Wynik drużyny |
| ------- | ---------------------------------- | ------------- |
| 1.      | Aeroklub Gliwicki II               | 32 pkt.       |
| 2.      | Aeroklub Budapeszt                 | 29 pkt.       |
| 3.      | Aeroklub Krakowski                 | 27 pkt.       |
| 4.      | Aeroklub Podhalański               | 26 pkt.       |
| 5.      | Aeroklub ROW                       | 25 pkt.       |
| 6.      | Aeroklub Świdnik                   | 25 pkt.       |
| 7.      | Aeroklub Śląski                    | 25 pkt.       |
| 8.      | WKS Śląsk Wrocław                  | 24 pkt.       |
| 9.      | WKS Wawel Kraków–Aeroklub Kielecki | 24 pkt.       |
| 10.     | Aeroklub Gliwicki I                | 17 pkt.       |
| 11–12.  | Aeroklub Lubelski                  | 16 pkt.       |
| 11–12.  | Aeroklub Ziemi Lubuskiej           | 16 pkt.       |
| 13.     | Aeroklub Opolski                   | 8 pkt.        |

### Klasyfikacja drużynowa dwubój – spadochronyklasyczne
| Miejsce | Drużyna                            |
| ------- | ---------------------------------- |
| 1.      | Aeroklub Gliwicki II               |
| 2.      | Aeroklub Podhalański               |
| 3.      | WKS Śląsk Wrocław                  |
| 4.      | Aeroklub Budapeszt                 |
| 5.      | Aeroklub ROW                       |
| 6.      | Aeroklub Świdnik                   |
| 7.      | Aeroklub Krakowski                 |
| 8.      | Aeroklub Lubelski                  |
| 9.      | WKS Wawel Kraków–Aeroklub Kielecki |
| 10.     | Aeroklub Gliwicki I                |
| 11.     | Aeroklub Śląski                    |
| 12.     | Aeroklub Ziemi Lubuskiej           |
| 13.     | Aeroklub Opolski                   |